# Szemantikus szaturáció
A szemantikus szaturáció (vagy szemantikus szatiáció) pszichológiai jelenség,  melynek során egy szó vagy kifejezés az ismétlés hatására elveszti a jelentését a hallgató számára, aki a szót ezután mint jelentés nélküli hangsorozat érzékeli.

## Története és kutatása
Magát a kifejezést Leon Jakobovits James alkotta s alkalmazta először a montreali McGill Universityn írt doktori disszertációjában, 1962-ben. Ezt megelőzően többek közt a "verbális szatiáció" kifejezés volt használatban.
A disszertáció több olyan kísérletet bemutat, melyek a szemantikus szaturáció működését demonstrálták különböző kognitív feladatok során - például rövid idő alatt ismételten meg-megjelenő szavak és ábrák osztályozása, szavak szóbeli ismételgetése, majd fogalmak köré csoportosítása, számok hozzáadása a hangos ismételgetés után, majd a szavak lefordítása és más nyelven való ismételgetése. Minden esetben az alanyoknak pár másodpercig ismételgetnie kellett egy szót vagy számot, majd kognitív feladatokat teljesíteni azzal kapcsolatban. Kimutatták, hogy egy szó ismétlése a tényleges használat előtt valamennyire megnehezítette a feladatot.
A jelenséget azzal magyarázták, hogy a verbális repetíció ismételten előidézett egy sajátos idegrendszeri mintát az agykéregben, ami a szó jelentésével áll összeköttetésben. A gyors ismétlés hatására mind a periférikus szenzomotoros aktivitás, mind a központi idegaktivitás  működésbe lép, melyről köztudott, hogy reaktív gátlást okoz, s így minden ismétléssel csökken az aktivitás erőssége.  Jakobovits James ezt  a felismerést a "kísérleti neuroszemantika" kezdetének nevezte.

## Alkalmazása
A jelenséget a dadogók beszéddel járó szorongásának enyhítésére használják. Ezt úgy érik el, hogy ismétlés útján szemantikus szaturációt idéznek elő, s így csökkentik a negatív érzelmek erősségét, melyeket a beszéd vált ki.